# Trg Borisa Kidriča
Trg Borisa Kidriča je eden od trgov v Mariboru, poimenovan po slovenskem komunističnem politiku in narodnem heroju Borisu Kidriču.

## Zgodovina trga
Na mestu današnjega trga se je do šestdesetih let 19. stoletja nahajala gramoznica. Mestna občina je leta 1872 to ozemlje kupila od grofa Brandisa in uredila trg. Na trgu je tudi spomenik Borisa Kidriča. Leta 1876 so ga poimenovali v Wieland Platz, po nemškem pesniku Krištofu Martinu Wielandu (1733-1813). Med županovanjem A. Nagya so leta 1888 trg regurirali in na njem zasadili drevje. Leta 1899 so trg preimenovali v Tappeiner Platz, po nekdanjem Mariborskem županu Andreasu Tappeinerju. Leta 1919 so trg preimenovali Zrinjskega trg po plemiški družini. Po nemški okupaciji leta 1941 so trg ponovno imenovali v Tappeirner Platz, maja 1945 so mu vrnili ime Zrinjskega trg. Leta 1953 so ga preimenovali v trg Borisa Kidriča, kot ga poznamo še danes. Nekaj let po vojni so tam zgradili današnji kolodvor. Leta 1982 so trg razširili na ukinjeno Kolodvorsko ulico.